# Mitra (divinità)

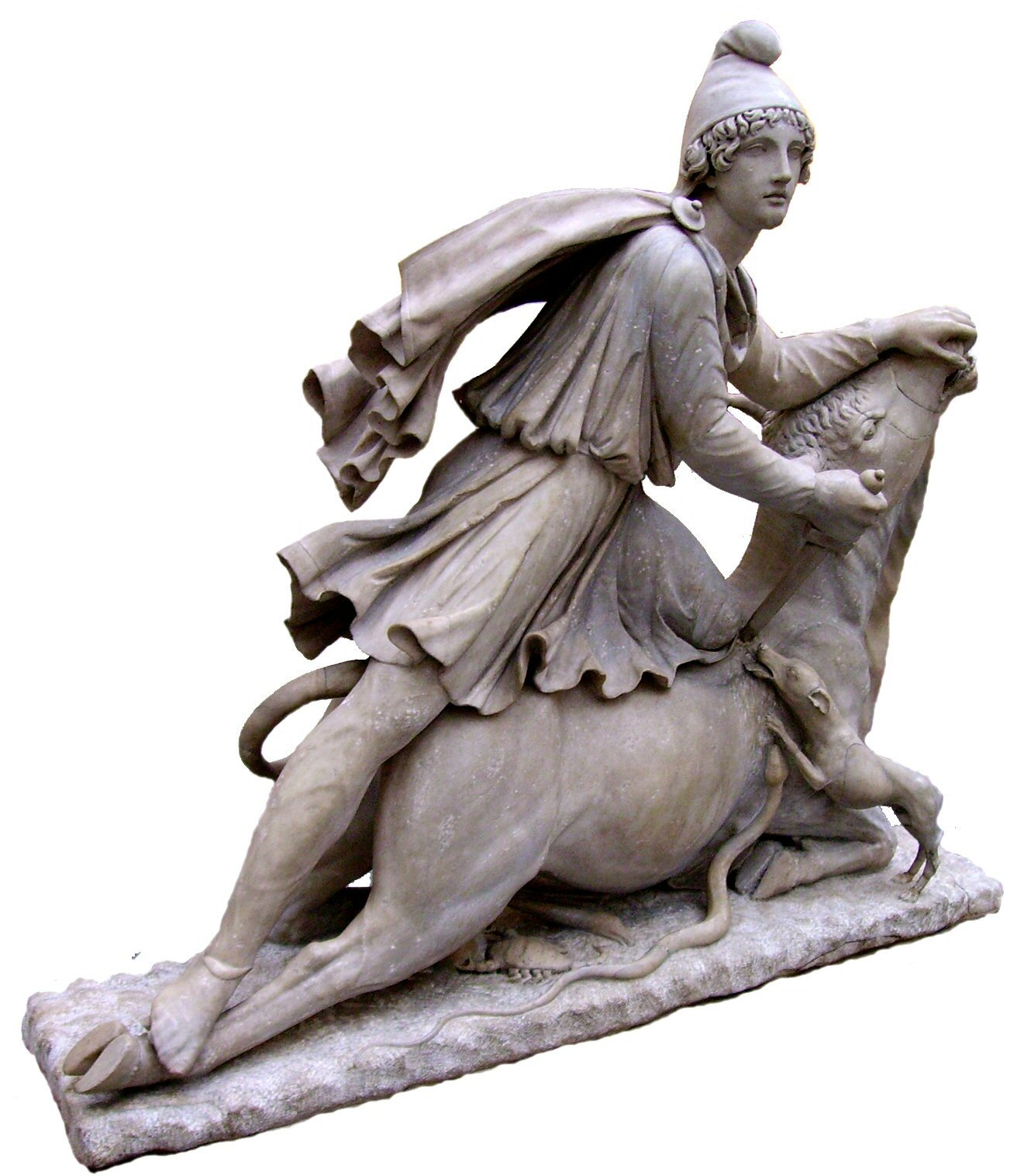
Tauroctonia di Mitra al British Museum di Londra

Mitra è una divinità dell'induismo e della religione persiana e anche un dio ellenistico e romano, che fu adorato nelle religioni misteriche dal I secolo a.C. al V secolo d.C. Numerosi sono del resto gli aspetti in comune fra questi 4 culti.

## Rapporti col mondo persiano, ebraico ed ellenistico
Benché "Mitra" sia un nome di divinità molto antica, le notizie sui suoi culti sono scarse e frammentarie. Quello ellenistico/romano non ha lasciato alcun testo e sembra molto diverso dal Mitra dei Veda e dello zoroastrismo.
Anche l'Avestā, il testo fondamentale della religione persiana, non è giunto fino a noi integralmente e le parti sopravvissute sono costituite solo da inni, trasmessi tramite la tradizione orale. La religione persiana è nota principalmente tramite il Denkard, un compendio scritto solo tra il IX e il X secolo. La difficoltà di utilizzare testi tardivi è ben illustrata dal caso del principale testo escatologico persiano, lo Zand ī Wahman yasn, spesso ma erroneamente chiamato Bahman yašt. In questo testo Mitra conduce la battaglia finale contro i demoni. Esso, inoltre, presenta somiglianze con il Libro di Daniele e con gli Oracoli di Istaspe (un testo ellenistico del I secolo a.C.) e perciò i suoi rapporti col mondo ebraico ed ellenistico sono oggetto di accese discussioni. Molti studiosi ritengono che il testo persiano porti i segni di ripetute revisioni e aggiunte a un non ben definito, e forse addirittura inesistente, "substrato avestano". Il testo originale, se è mai esistito, sembra ridursi ai soli capp. 3–5, in cui la battaglia escatologica di Mitra non compare.
Alla fine del XIX secolo il contenuto della religione mitraica dell'età imperiale fu ricostruito da Franz Cumont come una combinazione in culto sincretico del Mithra persiano con altre divinità persiane e probabilmente anatoliche. Dopo il Congresso internazionale di studi mitraici di Manchester del 1971, invece, gli studiosi si sono orientati a sottolineare le differenze fra il nuovo culto e quello indo-persiano.

## Mitra nel mondo indo-persiano

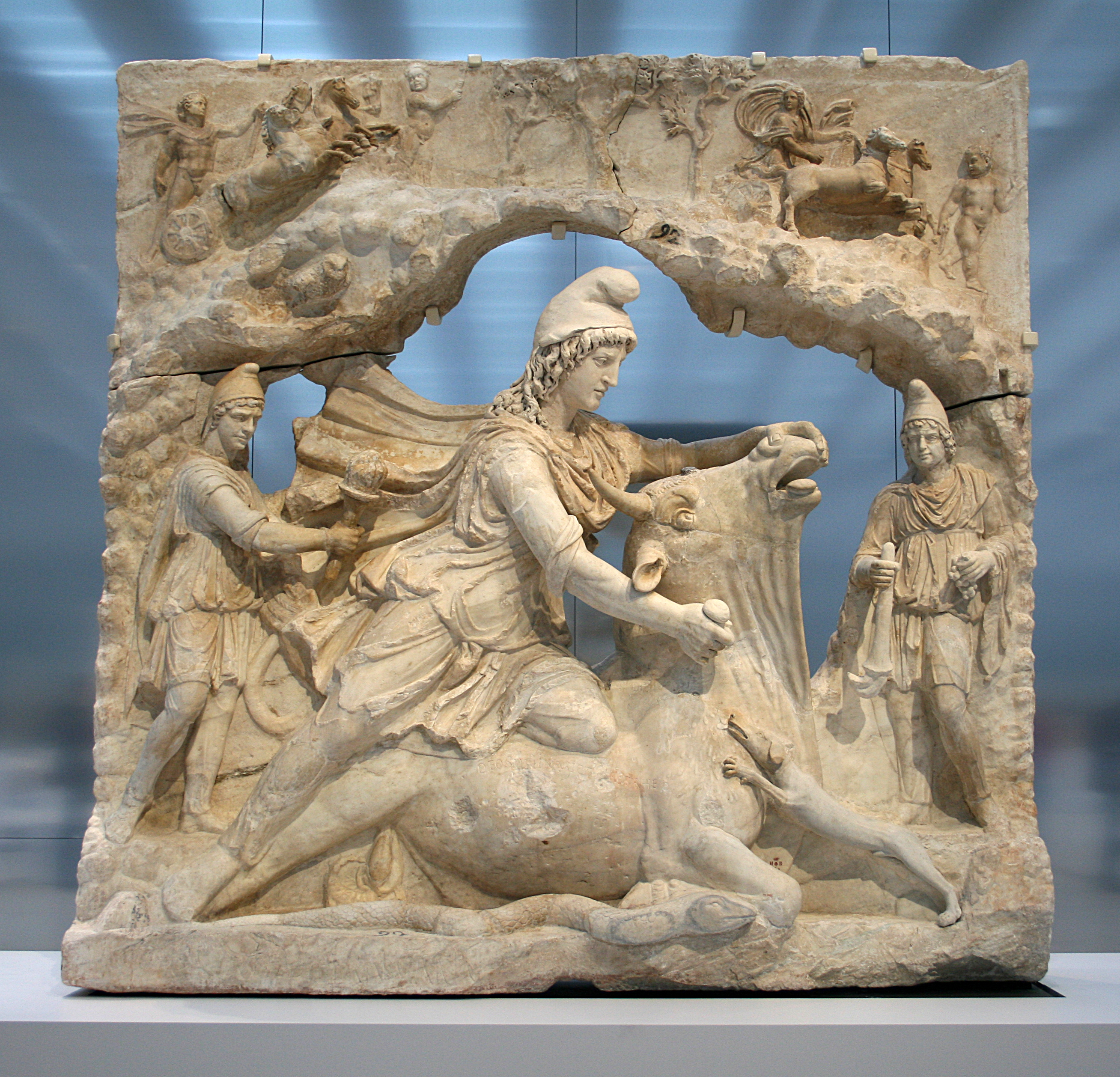
Tauroctonia di Mitra al Louvre-Lens

Il culto di Mitra nasce nel 1200 a.C. e compare nei Veda come uno degli Aditya, una delle divinità solari, dio dell'amicizia e degli affari, governatore del giorno. Nella civiltà persiana, dove il suo nome veniva reso come Mithra, assunse anche le caratteristiche marziali che i Veda assegnano a Indra e acquistò col tempo sempre maggiore importanza fino a diventare una delle maggiori divinità dello zoroastrismo, divenendo una delle divinità solari, dio dell'onestà, dell'amicizia e dei contratti. 
In entrambe le culture, si distingue per la sua stretta relazione con gli dei che regnano sugli Asura (ahura in iranico) e proteggono l'ordine cosmico (Ṛta per i Veda, asha in iranico): Varuṇa in India e Ahura Mazdā in Iran. Mitra/Mithra, quindi, dovrebbe essere una divinità proto-indo-iranica il cui nome originario può essere ricostruito come Mitra.

### Etimologia e origini
La parola mitra può avere due significati:
1. amicizia;
2. patto, accordo, contratto, giuramento o trattato.

Un significato generale di "alleanza" potrebbe accordarsi adeguatamente a entrambi i significati. La prima alternativa è maggiormente enfatizzata nelle fonti indiane, la seconda in quelle iraniche.
Il più antico riferimento conosciuto del nome Mitra si trova su un'iscrizione di un trattato risalente approssimativamente al 1400 a.C., stipulato tra gli Ittiti e il Regno hurrita di Mitanni nell'area sud-occidentale del lago di Van. Il trattato è garantito da cinque dei indo-iranici: Indra, Mitra, Varuṇa e i due cavalieri, gli Ashvin o Nasatya. Gli Hurriti erano guidati da una casta aristocratica guerriera che adorava questi dei.

### Mitra nei Veda
Negli inni vedici, Mitra è spesso invocato insieme con Varuṇa, tanto che le due divinità sono combinate nel termine Mitravaruna. Un solo inno è interamente dedicato a lui, l'INNO LIX. 
Varuna è signore del ritmo cosmico delle sfere celesti, mentre Mitra genera la luce all'alba. Nel più tardo rituale vedico una vittima bianca viene prescritta per Mitra, una nera per Varuna.
Nel Śatapatha Brāhmaṇa l'Uno appaiato è descritto come "il Consiglio ed il Potere": Mitra rappresenta il sacerdozio, Varuna il potere regale.

### Mitra nel mondo iranico
La riforma di Zarathustra mantenne molte divinità del più antico pantheon indo-iranico, riducendole di numero, in una complessa gerarchia, retta dagli Amesha Spenta. I "Benefici Immortali" i quali erano sottoposti alla tutela del supremo Ahura Mazda, il "Signore Saggio", come tutto il cosmo era parte del Bene o del Male.
In tarde parti dell'Avestā, Mithra si mette in luce tra gli esseri creati, guadagnandosi il titolo di "Giudice delle Anime". Come protettore della verità e nemico dell'errore, Mithra occupò una posizione intermedia nel pantheon zoroastriano come il più grande degli yaza ta, gli esseri creati da Ahura Mazdā per aiutarlo nella distruzione del male e l'amministrazione del mondo. Egli divenne il rappresentante divino di Ahura-Mazda sulla terra ed era incaricato di proteggere i giusti dalle forze demoniache di Angra Mainyu. Era quindi una divinità di verità e legalità e, nel trasferimento al regno fisico, un dio dell'aria e della luce. Come nemico degli spiriti del male e delle tenebre, proteggeva le anime e, come psicopompo, le accompagnava in paradiso (concetto e anche parola di origine persiana). Poiché la luce è accompagnata dal calore, era il dio della vegetazione e della crescita: ricompensava il bene con la prosperità e combatteva il male. Mitra era detto onnisciente, infallibile, sempre attento e che mai riposa. La nascita di Mitra veniva celebrata al solstizio d'inverno, chiamato in persiano Shab-e Yalda, come si addice a un dio della luce. In Mesopotamia, Mitra era facilmente identificato con Shamash, dio del sole e della giustizia.
Come dio che concede la vittoria, Mitra era una divinità preminente nel culto ufficiale del primo Impero persiano, dove erano a lui consacrati il settimo mese e il sedicesimo giorno degli altri mesi. Mitra il "Grande Re" era particolarmente adatto come dio tutelare dei regnanti: nomi regali che incorporano il nome del dio (es. "Mitridate") compaiono nell'onomastica dei Parti e degli Armeni, nonché in Anatolia, Ponto e Cappadocia. 
Il suo culto si estese prima con l'impero dei Persiani in tutta l'Asia Minore, per poi propagarsi per tutto l'impero di Alessandro Magno e dei suoi successori.
I principi parti dell'Armenia erano sacerdoti ereditari di Mitra: molti templi furono eretti al dio in Armenia, che rimase una delle ultime roccaforti del culto zoroastriano di Mitra fino a quando divenne il primo regno ufficialmente cristiano.
Sotto gli Achemenidi, a partire dalle iscrizioni di Artaserse II di Persia, la suprema terna divina Ahura Mazda-Mitra-Apam Napat venne spesso sostituita dalla terna Ahura-Mitra-Anahita grazie all'inserimento della divinità Anahita, che nella Persia occidentale corrispondeva alla mesopotamica Ishtar, il pianeta Venere. Talvolta Anahita sembra essere la consorte di Mitra. Non risultano, invece, fonti per affermare che Anahita ne fosse la madre, come afferma il noto polemista Acharya.

## Mitra nel mondo greco-romano

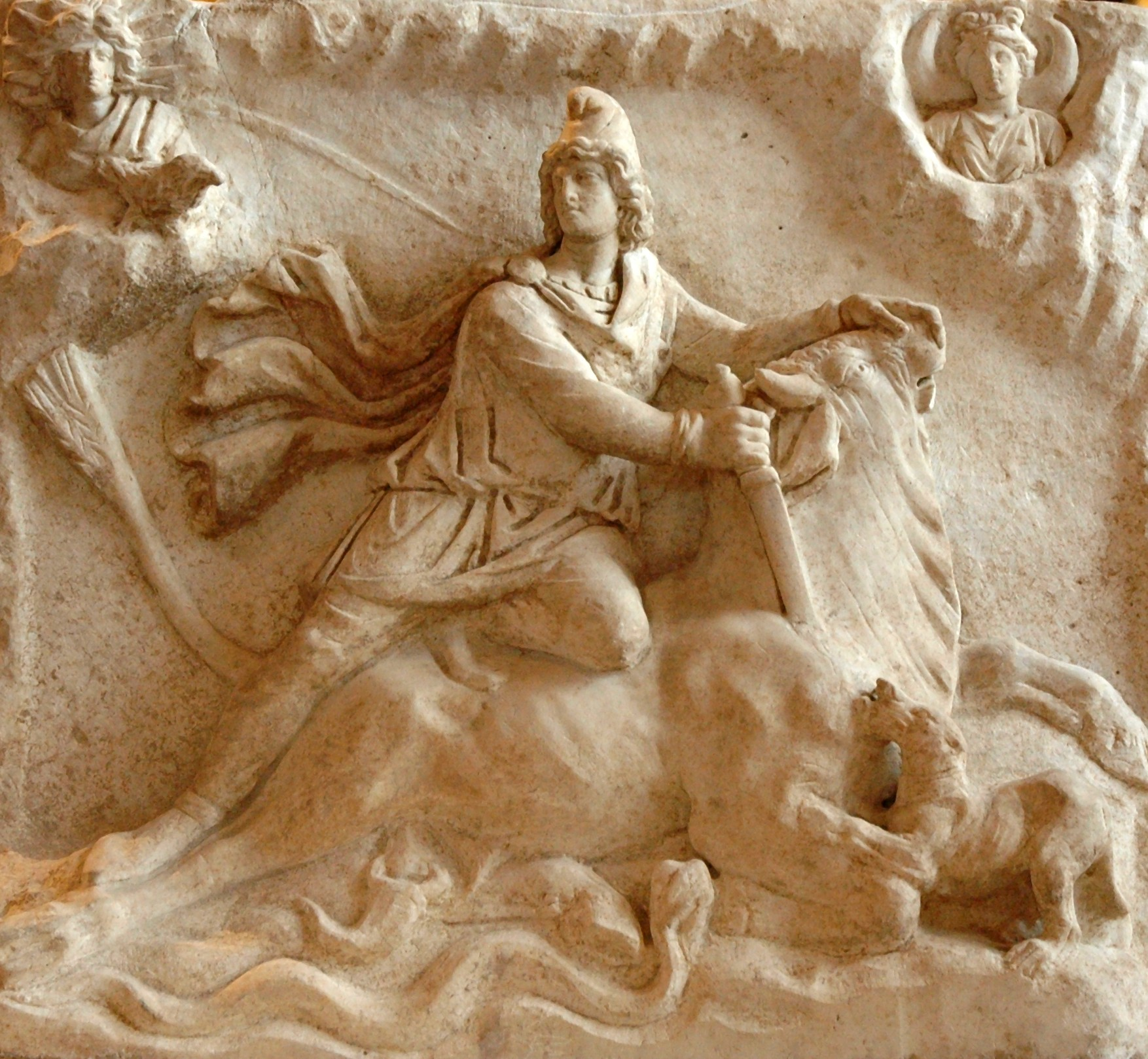
Bassorilievo del II-III secolo raffigurante una tauroctonia, Mitra che sacrifica il toro sacro. Sono presenti nella raffigurazione il serpente, lo scorpione, il cane e la cornacchia, caratteristici dell'iconografia mitraica

Le origini del culto mitraico nell'Impero romano sarebbero state influenzate significativamente dalla scoperta della precessione degli equinozi da parte di Ipparco di Nicea, identificando in Mitra la potenza celeste capace di causare il fenomeno.
Il culto si sviluppò forse a Pergamo nel II secolo a.C.; Ulansey, invece, ne localizza l'origine in Cilicia nei pressi di Tarso. Il dio entra nella storia greco-romana con l'espandersi dell'Impero romano: culti d'origine orientale vengono adottati dalla popolazione dell'Impero e interpretati in chiave misterica. Il culto di Mitra non divenne mai popolare nell'entroterra greco, mentre si diffuse a Roma all'incirca nel I secolo d.C., si propagò attraverso tutto l'Impero romano e in seguito fu accolto da alcuni imperatori come una religione ufficiale, di pari passo con la diffusione del cristianesimo.
Nella mitologia greca Mitra è una delle divinità solari, nonché protettore dei re del Ponto, degli imperatori dei Parti (molti dei quali ebbero il nome Mitridate = dono di Mitra) e delle armi dei pirati della Cilicia collegati a Mitridate VI del Ponto. Per gli attributi che lo accompagnano e per il valore simbolico delle azioni a lui attribuite, nella cultura ellenistica Mitra era spesso accomunato ad Apollo o alla divinità solare Elio. Il sacrificio caratteristico di questo nuovo culto, assente nel culto indo-persiano, era la tauroctonia. Il culto mitraico sembra essersi diffuso soprattutto nell'esercito e nella burocrazia imperiale.
Nella mitologia romana Mitra era il dio delle legioni e dei guerrieri.

### La tauroctonia

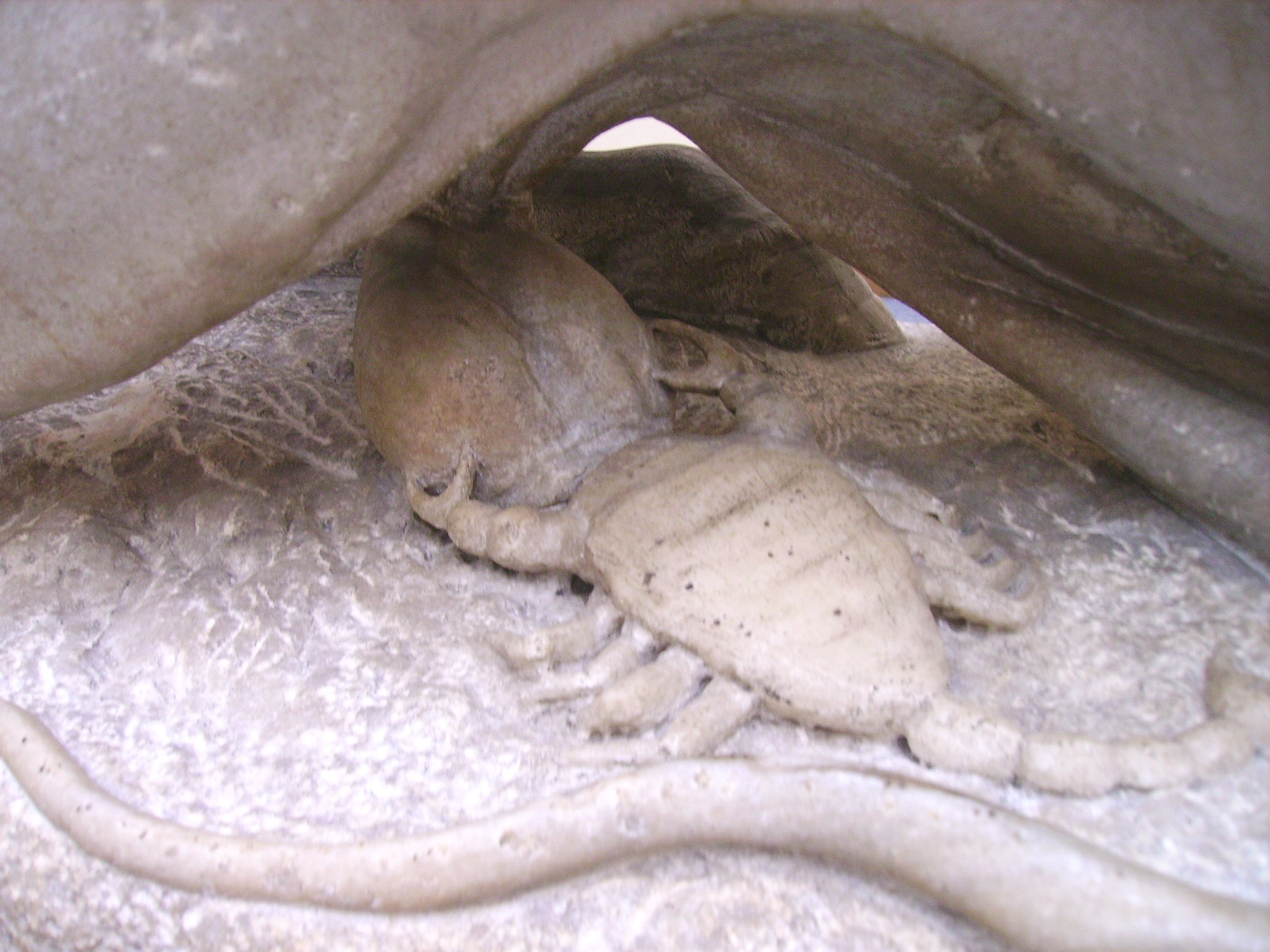
Dettaglio della scultura mostra lo scorpione che attacca i testicoli del toro

In ogni tempio romano dedicato a Mitra il posto d'onore era dedicato alla rappresentazione di Mitra nell'atto di sgozzare un toro sacro. Mitra è rappresentato come un giovane energico, indossante un berretto frigio, una corta tunica che s'allarga sull'orlo, brache e mantello che gli sventola alle spalle. Mitra afferra il toro con forza, portandogli la testa all'indietro mentre lo colpisce al collo con la sua corta spada. La raffigurazione di Mitra è spesso mostrata in un angolo diagonale, col volto girato verso l'alto.
Un serpente e un cane sembrano bere dalla ferita del toro (dalla quale a volte sono rappresentate delle gocce di sangue che stillano); uno scorpione, invece, cerca di ferire i testicoli del toro. Questi animali sono proprio quelli che danno nome alle costellazioni che si trovavano sull'equatore celeste, nei pressi della costellazione del Toro, nel lontano passato ("era del Toro"), quando durante l'equinozio di primavera il Sole era nella costellazione del Toro.

### Fonti
- Avesta, ed. K.F.Geldner, Stuttgart, 1895, 3 voll.
- Inni del Rig-Veda, Bologna, 1929, 2 voll.
- C. Clemen, Fontes historiae persicae, Bonn, 1920

### Opere specifiche
- Franz Cumont, Textes et monuments figurés relatifs aux mystères de Mithra, Vol.I 1896, Vol. II 1899; trad. inglese: “The Mysteria of Mithra”, New York: Dover, 1956.
- Joseph Campbell, Occidental Mythology: The Masks of God (1964).
- Nino Burrascano, I misteri di Mithra, Genova, Il Basilisco, 1979.
- Reinhold Merkelbach, Mitra, ECIG, Genova, 1988; II ediz. 1998. ISBN 88-7545-290-3.
- Alexander von Prónay, Mitra: un antico culto misterico tra religione e astrologia (1991).
- Ruggero Iorio, Mitra. Il mito della forza invincibile, Marsilio, Venezia 1998.
- David Ulansey, I misteri di Mithra, Ediz. Mediterranee, Roma, 2001.

### Opere di carattere generale
- Walter Burkert, Antichi culti misterici, Laterza, Roma-Bari, 1987; rist. 1991
- Fritz Graf, I culti misterici in (a cura di) Salvatore Settis, I Greci: storia, cultura, arte, società, Einaudi, Torino, 1997 (vol. II, tomo 2); ripubblicata anche come AA.VV. Storia Einaudi dei Greci e dei Romani, Ediz. de "Il Sole 24 Ore", Milano, 2008 (vedi il vol. 5°)